# Brachymenium curvitheca
Brachymenium curvitheca är en bladmossart som beskrevs av Hugh Neville Dixon 1938. Brachymenium curvitheca ingår i släktet Brachymenium och familjen Bryaceae. Inga underarter finns listade i Catalogue of Life.